# 碘化鎘
碘化镉（化学式：CdI2）是由碘和镉组合成的一种化合物。它是一种有强烈的极化作用的MX2化合物晶体。

## 用途
碘化镉可用于 平版印刷术, 影像学,  电镀和荧光体的工业产品

## 制取
碘化镉可由镉的二氧化物、氢化物或碳化物和氢碘酸反应制得。
还可以利用在镉单质和碘在高温的状态下制取。
Cd + I2 → Cd2+(l) + 2 I−(l)
Cd2+(aq) + 2 I−(aq) → CdI2
生成水溶液的状态下并析出濃縮的無水盐。
将碘化钾和硫酸镉按4:3质量比溶于同一水中，然后蒸干。固体用无水乙醇萃取，将萃取液浓缩并结晶，得到产物：
2 KI + CdSO4 → CdI2 + K2SO4